# Ramón Ibarra Robles
Ramón Ibarra Robles (Guecho, Vizcaya, 31 de agosto de 1958) es un actor español conocido por interpretar al personaje de Raimundo Ulloa en la serie El secreto de Puente Viejo, durante la totalidad de la misma (más de 2300 capítulos).

## Biografía
Estudió en la Universidad del País Vasco (Euskal Herriko Unibertsitatea) donde obtuvo la licenciatura de Ciencias de la Información. Tras acabar sus estudios, decidió encaminar su vida a la interpretación y fue con 22 años, en 1980, cuando se estrenó como actor profesional en la obra teatral, Makina Beltza. Fue aquí cuando se incorporó a la compañía de teatro, Kolektibo Karraka (Fundación del Grupo de Teatro Karraka), una de las compañías vascas más importantes durante los años 80 que se formó a partir del núcleo central del taller de Cómicos de la Legua (durante los años 78, 79 y 80, donde se disolvió). 
La compañía Karraka, que estuvo en activo durante más de una década antes de disolverse (1981 - 1995), se reunió en 2009 con la gran mayoría de sus integrantes (entre ellos, Ramón Ibarra) para realizar una reposición de la obra musical Bilbao, Bilbao
Ha trabajado como redactor publicitario y guionista para espacios de televisión. También ha dirigido varias obras de teatro. Además, fue profesor de Teoría de las Artes Escénicas y de Interpretación Audiovisual en la Escuela de Arte Dramático de Basauri, Vizcaya (España). 
Además, en su extensa trayectoria, cuenta con su aparición en numerosas series de televisión, decenas de obras teatrales y un buen número de cortometrajes y películas. 
En 1999 recibió el premio de la Unión de Actores Vascos, como Mejor Interpretación Masculina, por su papel de Joselito en el film de Ramón Barea Pecata minuta. En 2012, con motivo de su participación protagonista en el cortometraje de Beniwood, La Cruz, le fue entregado el premio de Plasencia Encorto como Mejor Interpretación Masculina.  En mayo de 2016 recibe el premio Avilacine de Honor por su participación en cortometrajes y el premio de las artes escénicas Aixe Getxo en reconocimiento a su carrera. Su último galardón fue en octubre de ese mismo año en el Hendaia Film Festival por su papel en el cortometraje Dantzariak-Bailarines.
Desde 2011 hasta 2020, encarna a Raimundo Ulloa en la exitosa serie de Antena 3 El secreto de Puente Viejo. La serie anunció su temporada final en febrero de 2020 después de más de 2.300 capítulos y 9 años de emisión.

## Filmografía

### Actuación

#### Televisión
| Año         | Título                                      |      |                         |
| ----------- | ------------------------------------------- | ---- | ----------------------- |
| 2024        | Querer                                      |      |                         |
| 2023        | La promesa                                  | 2025 | Anatomía de un instante |
| 2021        | Servir y proteger                           | 2024 | Romi , detective        |
| 2020        | Veneno                                      | 2024 | Mar afuera              |
| 2011 - 2020 | El secreto de Puente Viejo                  |      |                         |
| 2009        | Punta Escarlata                             |      |                         |
| 2009        | Euskolegas                                  |      |                         |
| 2009        | Amar en tiempos revueltos                   |      |                         |
| 2009        | Hermanos y detectives                       |      |                         |
| 2008        | Acusados                                    |      |                         |
| 2008        | Cuéntame cómo pasó                          |      |                         |
| 2008        | Maitena: Estados alterados                  |      |                         |
| 2008        | Camera Café                                 |      |                         |
| 2007 - 2009 | Esto no es serio                            |      |                         |
| 2007        | La que se avecina                           |      |                         |
| 2007        | Quart                                       |      |                         |
| 2006        | Hospital Central                            |      |                         |
| 2005        | Mujeres                                     |      |                         |
| 2005        | Mi querido Klikowsky                        |      |                         |
| 2004        | La sopa boba                                |      |                         |
| 2004        | Entre dos fuegos                            |      |                         |
| 2003        | El comisario                                |      |                         |
| 2002        | La noche del escorpión                      |      |                         |
| 2002        | Kilker Dema, Alquilados, Ander Eta Kompañía |      |                         |
| 2002        | Teilatupean                                 |      |                         |
| 2000        | Campus                                      |      |                         |
| 1997        | Bentaberri                                  |      |                         |
| 1993        | Flamingo Berria                             |      |                         |
| 1993        | Bit Eta Ba                                  |      |                         |
| 1993        | A Ze Parea                                  |      |                         |
| 1992        | Herriko Plazan                              |      |                         |
| 1991 - 1992 | Bertan Zoro                                 |      |                         |
| 1991        | La Puerta Doble                             |      |                         |
| 1988        | Detrás de Sirimiri                          |      |                         |
| 1987        | Vivir cada día, vivir en La Palanca         |      |                         |
| 1986        | Kaixo 86                                    |      |                         |

#### Teatro
| Año         | Título                               | 2020-21  | La maniobra de Heimlich                                       |
| 2018        | El Ángel Exterminador                | 2021-22  | Luces de Bohemia (T.Arriaga-Pabellón6)                        |
| 2016-17     | Una casa de muñecas                  | 2022-... | Muchos amigos negros (Ados Teatroa)                           |
| 2013 - 2015 | Los justos                           | 2024     | Casting Lear ( Teatro Barakaldo) 11-01-24                     |
| 2014        | La crisis de la esperanza            | 2022     | La Cazadora de Mitos ( T. Arriaga) de Naiel y Martin Ibarrola |
| 2013        | Un cuento para adultos               | 2021     | UNAMUNO, ilustre moribundo. Lectura dramatiza en T. Arriaga   |
| 2010        | 19.30                                |          |                                                               |
| 2009        | Bilbao Bilbao, el musical            |          |                                                               |
| 2008        | El apagón                            |          |                                                               |
| 2006        | El florido pensil (Reposición)       |          |                                                               |
| 2005        | Yo, Satán                            |          |                                                               |
| 2005        | ¡Ay Manolo!                          |          |                                                               |
| 2004        | En tierra de nadie                   |          |                                                               |
| 2003        | Vida y muerte de Pier Paolo Pasolini |          |                                                               |
| 2002        | Toda la Biblia (o casi)              |          |                                                               |
| 2001        | Muerte accidental de un anarquista   |          |                                                               |
| 2000        | Pepe El Romano                       |          |                                                               |
| 1998        | El florido pensil                    |          |                                                               |
| 1998        | Rómulo, El Grande                    |          |                                                               |
| 1998        | Malvaloca, Salón de Baile            |          |                                                               |
| 1996        | La ratonera                          |          |                                                               |
| 1996        | Mundópolis                           |          |                                                               |
| 1995        | Palabrarismos                        |          |                                                               |
| 1993        | Rodajes callejeros                   |          |                                                               |
| 1991        | La espada de Pendragón               |          |                                                               |
| 1991        | Euskadi - Euskadi                    |          |                                                               |
| 1989        | Bailaritas                           |          |                                                               |
| 1987        | Okupado                              |          |                                                               |
| 1987        | Zinemaskomic                         |          |                                                               |
| 1986        | La Palanca Gran Cabaret              |          |                                                               |
| 1985        | Euskadifremia                        |          |                                                               |
| 1984        | Bilbao - Bilbao                      |          |                                                               |
| 1984        | Oficio de Tinieblas                  |          |                                                               |
| 1981        | Farsas para títeres                  |          |                                                               |
| 1980        | Los siete pecados capitales          |          |                                                               |
| 1980        | Makina Beltza                        |          |                                                               |

#### Cortometrajes
| Año  | Título                                                                   |
| ---- | ------------------------------------------------------------------------ |
| 2015 | Bilbao - Bizkaia. Exterior - Día (Misterio en el parque de doña Casilda) |
| 2015 | Dantzariak - Bailarines                                                  |
| 2015 | Extinción                                                                |
| 2013 | The Nightstalker                                                         |
| 2012 | La Cruz                                                                  |
| 2011 | Cumpleaños feliz                                                         |
| 2010 | Ocho                                                                     |
| 2010 | El cortejo                                                               |
| 2007 | Casting                                                                  |
| 2003 | En la boca del lobo                                                      |
| 2003 | La familia                                                               |
| 2002 | Sabor a menta                                                            |
| 2002 | La pescadilla que se muerde la cola                                      |
| 2001 | El método                                                                |
| 1996 | Muerto de amor                                                           |
| 1995 | Operación Iguana                                                         |
| 1995 | Adiós Toby, adiós                                                        |
| 1981 | Lehen Planoa                                                             |

#### Películas
| Año  | Título                         |      |                 |
| ---- | ------------------------------ | ---- | --------------- |
| 2017 | El guardián invisible          | 2024 | Gila            |
| 2016 | El hombre de las mil caras     | 2025 | Abuela Tremenda |
| 2016 | Acantilado                     |      |                 |
| 2016 | Julieta                        |      |                 |
| 2015 | B, la película                 |      |                 |
| 2014 | Los tontos y los estúpidos     |      |                 |
| 2011 | Un mundo casi perfecto         |      |                 |
| 2003 | El final de la noche           |      |                 |
| 2003 | El coche de pedales            |      |                 |
| 1998 | Pecata minuta                  |      |                 |
| 1997 | Suerte                         |      |                 |
| 1996 | Menos que cero                 |      |                 |
| 1993 | Los años oscuros               |      |                 |
| 1991 | Terranova                      |      |                 |
| 1990 | Gran Sol                       |      |                 |
| 1987 | Lauaxeta, a los cuatro vientos |      |                 |

### Dirección

#### Teatro
- 19.30 con Adolfo Fernández (2010)
- Pervertimento (2006)
- El arquitecto y el emperador de Asiria (2005)
- Squash (2004)
- VIII Gala de Actores Vascos EAB (2001)
- Fuera de quicio (1998)

#### Lecturas
- El sol apagado (2004)
- Intimidades (2003)
- Los hombres, sus sombras (2001)

## Premios
1999
- Premio Unión de Actores Vascos a la Mejor Interpretación Masculina por Pecata minuta.

2012
- Premio Plasencia Encorto a la Mejor Interpretación Masculina por La Cruz.

2016
- Premio Avilacine de Honor (VII Festival Avilacine de Ávila).

2016
- Premio Aixe Guecho a las Artes Escénicas.

2016
- Premio III Hendaia Film Festival a la Mejor Interpretación Masculina por Dantzariak-Bailarines.